# 女王陛下の007 (映画)
『女王陛下の007』（じょおうへいかのゼロゼロセブン、原題: On Her Majesty's Secret Service）は、1969年のアクションスパイ映画。映画「ジェームズ・ボンド」シリーズの第6作目にあたる。原作は1963年に出版されたイアン・フレミングの同名の小説である。ショーン・コネリーが『007は二度死ぬ』を最後にボンド役を引退した後、イーオン・プロダクションズは、モデルで演技経験のないジョージ・レーゼンビーをジェームズ・ボンド役に抜擢した。この映画の製作中、レーゼンビーはボンド役を今作限りで降板することを宣言した。

## ストーリー

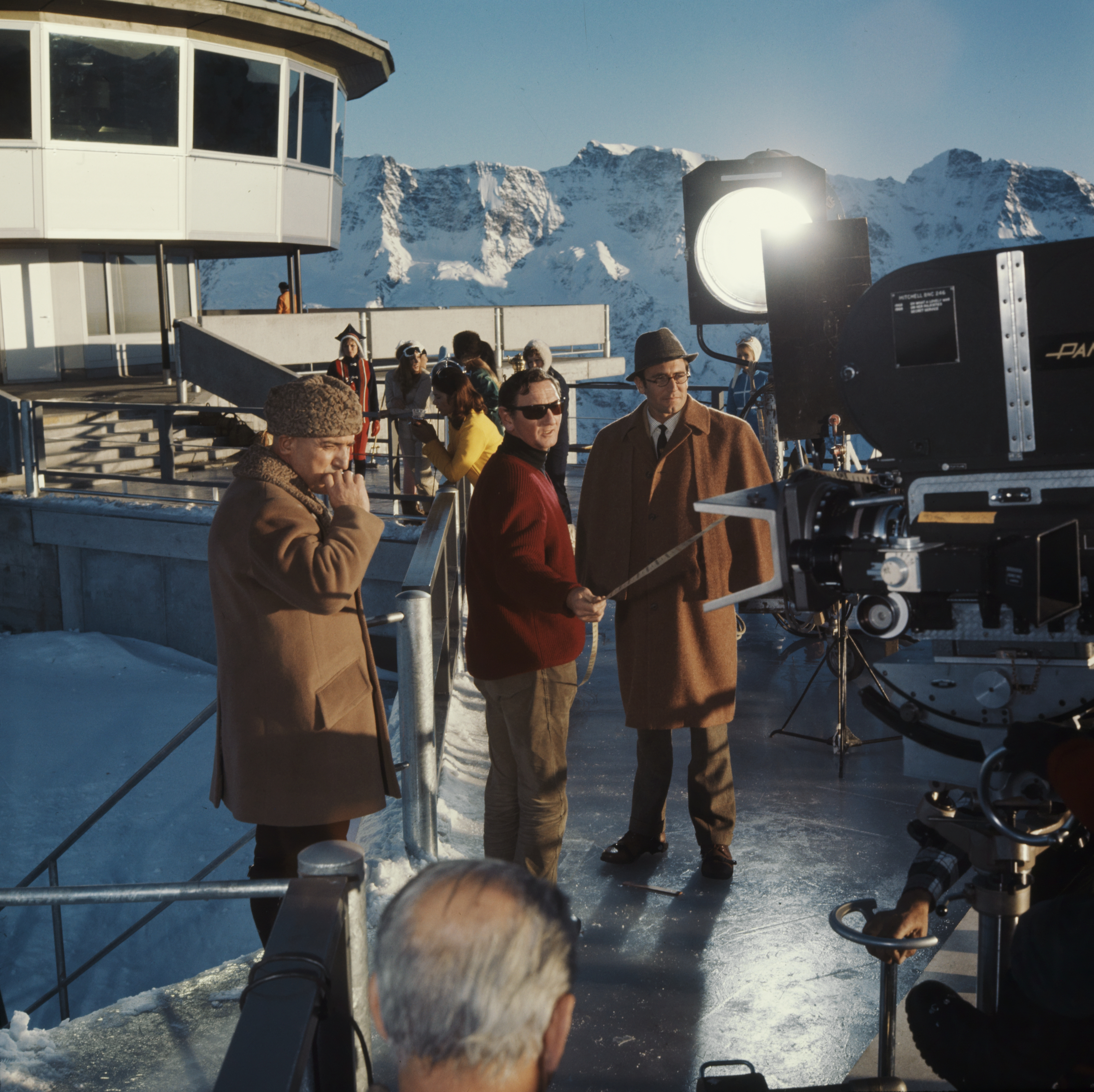
アルプス山中の研究所のセット（ピッツ・グロリア）で撮影するレーゼンビーら

宿敵ブロフェルド（テリー・サバラス）を捕らえることを目的としたベッドラム作戦を遂行中のボンド（ジョージ・レーゼンビー）は、ポルトガルで偶然テレサ（ダイアナ・リグ）という若い女性と知り合った。美しく、そして車の運転やギャンブルなどで大胆な行動力を見せる彼女に、ボンドは興味を抱く。
彼女は犯罪組織ユニオン・コルスのボスであるドラコ（ガブリエル・フェルゼッティ）の一人娘だったが、不安定な生活を送る彼女の身を案じたドラコは、ボンドにテレサと結婚してくれるよう頼み込む。ボンドはこの機会を利用し、ドラコからブロフェルドの情報を得ようとするが、いつしかテレサに本心から惹かれていく。
ロンドンに戻ったボンドは、M（バーナード・リー）によってベッドラム作戦から外されてしまい、抗議のためにMの秘書であるミス・マネーペニー（ロイス・マクスウェル）に代筆させた辞表を提出するが、あっさりと受理されてしまう。
しかしボンドがMから返されたそれは休暇申請書とされており彼女は（本当は辞める気のなかった）ボンドと（ボンドを引き留めておきたかった）Mの双方から「君は恩人だ」と感謝されるのだった。
ドラコの情報からブロフェルドの行方を探り出し、ついに彼がアルプスの山荘「ピッツ・グロリア」に構えたアレルギー研究所で謎の計画を企てていることを突き止めた。この情報をMに知らせ、イギリス紋章院の役人になりすまして研究所に潜入したボンドは、ブロフェルドの計画が被験者の女性たち（「ブロフェルドの死の天使」）12人に催眠術をかけ、任意のタイミングで殺人ウイルスを世界各地にばら撒かせることで、世界各国を恐喝する計画を進めていることを知る。
正体がばれて監禁されたものの、ボンドは隙をついて研究所から脱出。だがブロフェルドとその部下のイルマ・ブント（イルゼ・ステパット）達による執拗な追跡はやまず、あわやという所でボンドはテレサに助けられる。しかしスキーで逃走する途中、ブロフェルドが人為的に起こした雪崩に巻き込まれた挙句、テレサは研究所に拉致された。
相手がウイルスだけに、Mをはじめとする上層部や国連はブロフェルドの要求を呑まざるを得ないと判断。しかしテレサを救い、計画を阻止するために、ボンドはドラコの協力を得て研究所を急襲、テレサたちを救出して殺人ウイルス計画を失敗に追い込む。
そして、ボンドとテレサはM、Q、マニーペニー、ドラコらに祝福されポルトガルで結婚式を挙げる。しかし二人を乗せてハネムーンへ向かうアストンマーティン・DBSに、追跡してきたブロフェルドとイルマが銃撃を浴びせる。ボンドは助かるが、花嫁は致命傷を負っていた。

## キャスト

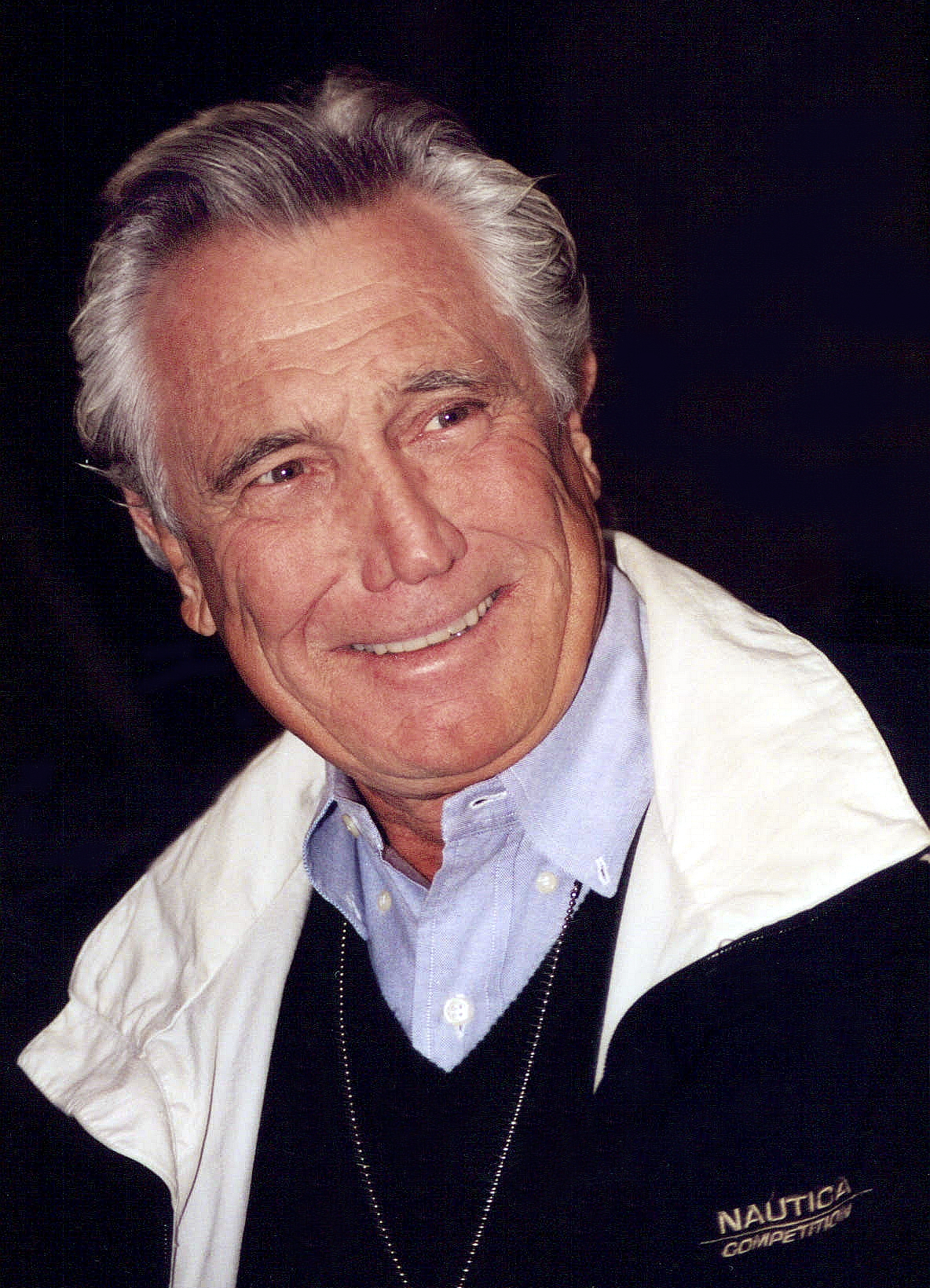
ジョージ・レーゼンビー

- ジェームズ・ボンド - ジョージ・レーゼンビー
- トレーシー・ディ・ヴィンセンゾ（英語版）（テレサ） - ダイアナ・リグ
- エルンスト・スタヴロ・ブロフェルド - テリー・サバラス
- M - バーナード・リー
- Q - デスモンド・リュウェリン
- マネーペニー - ロイス・マクスウェル
- マルク・アンジェ・ドラコ - ガブリエル・フェルゼッティ
- オリンペ - ヴァーニジア・ノース（声はNikki van der Zy吹替）
- イルマ・ブント - イルゼ・ステパット
- ヒラリー・ブレイ卿 - ジョージ・ベイカー（英語版）
- キャンベル - バーナード・ホースフォール（英語版）
- グルンサー - ユーリ・ボリオンコ
- ブロフェルドの死の天使[2]
  - イングランド女性（ルビー・バートレット） - アンジェラ・スコーラー（英語版）
  - ハンガリー女性（ナンシー） - キャサリン・シェル（英語版）
  - オーストラリア女性 - アヌーシュカ・ヘンペル（英語版）
  - 米国女性 - ダニ・シェリダン
  - イスラエル女性 - ヘレナ・ロニー
  - ドイツ女性 - イングリッド・バック
  - アイルランド女性 - ジェニー・ハンリー（英語版）
  - ウェールズ女性 - ジョアンナ・ラムレイ（英語版）
  - ノルウェー女性 - ジュリー・エーギ（英語版）
  - 中国女性 - モナ・チョン
  - インド女性 - ザーラ
  - ジャマイカ女性 - シルヴァーナ・ヘンリケス

### 日本語吹替
| 役名                               | 俳優                       | 日本語吹替                                    | 日本語吹替                                                                                    | 日本語吹替 |
| 役名                               | 俳優                       | TBS版                                         | ソフト版                                                                                      |            |
| ---------------------------------- | -------------------------- | --------------------------------------------- | --------------------------------------------------------------------------------------------- | ---------- |
| ジェームズ・ボンド                 | ジョージ・レーゼンビー     | 広川太一郎                                    | 小杉十郎太                                                                                    |            |
| テレサ                             | ダイアナ・リグ             | 田島令子                                      | 石塚理恵                                                                                      |            |
| エルンスト・スタヴロ・ブロフェルド | テリー・サバラス           | 森山周一郎                                    | 麦人                                                                                          |            |
| M                                  | バーナード・リー           | 今西正男                                      | 藤本譲                                                                                        |            |
| ミス・マネーペニー                 | ロイス・マクスウェル       | 花形恵子                                      | 泉裕子                                                                                        |            |
| Q                                  | デスモンド・リュウェリン   | 田中康郎                                      | 白熊寛嗣                                                                                      |            |
| ドラコ                             | ガブリエル・フェルゼッティ | 木村幌                                        | 谷昌樹                                                                                        |            |
| イルマ・ブント                     | イルゼ・ステパット         | 沼波輝枝                                      | 磯辺万沙子                                                                                    |            |
| ルビー                             | アンジェラ・スコーラー     | 小宮和枝                                      | 佐藤ゆうこ                                                                                    |            |
| ナンシー                           | キャサリン・シェル         | 弥永和子                                      | 宮寺智子                                                                                      |            |
| オリンペ                           | ヴァージニア・ノース       | 麻上洋子                                      | 北西純子                                                                                      |            |
| キャンベル                         | バーナード・ホースフォール | 若本紀昭                                      |                                                                                               |            |
| グルンター                         | ユーリ・ボリオンコ         | 平林尚三                                      | 木村雅史                                                                                      |            |
| グンボルト                         | ジェームズ・ブリー         | 広瀬正志                                      |                                                                                               |            |
| イスラエルの美女                   | ヘレナ・ロニー             | 高島雅羅                                      |                                                                                               |            |
| ジャマイカの美女                   | シルヴァーナ・ヘンリケス   | 高橋ひろ子                                    |                                                                                               |            |
| オーストラリアの美女               | アヌーシュカ・ヘンペル     | 葵京子                                        |                                                                                               |            |
| ジョゼフ                           | ジョゼフ・ヴァーサ         | 千葉繁                                        |                                                                                               |            |
| その他                             | N/A                        | 鈴置洋孝                                      | 小野健一 池本小百合 最上嗣生 奈良徹 高宮武郎 勝田晶子 清和祐子 赤池裕美子 原田桃子 中尾真紀子 |            |
|                                    |                            |                                               |                                                                                               |            |
| 演出                               | 演出                       | 佐藤敏夫                                      | 伊達康将                                                                                      |            |
| 翻訳                               | 翻訳                       | 木原たけし                                    | 松崎広幸                                                                                      |            |
| 効果                               |                            |                                               |                                                                                               |            |
| 調整                               | 調整                       |                                               | 高久孝雄                                                                                      |            |
| 制作                               | 制作                       | 東北新社                                      | 東北新社                                                                                      |            |
| 解説                               | 解説                       | 荻昌弘                                        |                                                                                               |            |
| 初回放送                           | 初回放送                   | 1979年4月2日 『月曜ロードショー』 21:02-23:25 | 2006年11月22日発売 のDVDに収録                                                                |            |

※TBS版吹替の延長枠放映は初回1回限りで、再放送では通常2時間枠となった。

### ボンドガール
ボンドガールにはダイアナ・リグが選ばれた。彼女は、米国でもっと知られるようになることを期待してこの役を引き受けたと語った。

## スタッフ
- 監督 - ピーター・ハント
- 製作 - ハリー・サルツマン、アルバート・R・ブロッコリ
- 脚本 - ウォルフ・マンコウィッツ、リチャード・メイボーム
- 撮影 - マイケル・リード
- 編集 - ジョン・グレン
- 音楽 - ジョン・バリー
- 挿入歌 - ルイ・アームストロング
- プロダクション・デザイン - シド・ケイン
- 大道具 - ピーター・ラモント
- 特殊効果 - ジョン・ステアズ
- メインタイトル・デザイン - モーリス・ビンダー
- 日本語字幕 - 保田道子[4]

## 評価

### 興行成績
1969年の映画の世界興行成績で、『明日に向って撃て!』に次ぐ第2位を記録しているものの、日本における1970年の興行成績では日本映画が上位を占め、外国映画の中では第4位だった。
ショーン・コネリー主演の前作『007は二度死ぬ』の興行収入が全世界で1億1160万ドルだったのに対し、本作は8200万ドルと振るわなかった。

### 後年の再評価
公開当時は興行成績も振るわず、オーストラリア人であったレーゼンビーの英語発音の悪さなどもあり評価は低かった。
しかしアクションのみならずラブストーリー要素も取り入れた本作は、後年最もボンド映画らしい作品の一つとして再評価され、映画監督のスティーヴン・ソダーバーグは本作をシリーズのベストだと指摘している。

## 主題歌
ジョン・バリー・オーケストラによる「女王陛下の007」がメイン・テーマとなった。インスト曲になった経緯については「タイトルを歌詞に入れる慣習があったシリーズにおいて"On Her Majesty’s Secret Service"を入れると歌にならない」と判断されたためである。ルイ・アームストロングの歌う「愛はすべてを越えて」（"We Have All the Time in the World"）は挿入歌だった。イギリスでは、この「愛はすべてを越えて」が1994年、「ミュージック・ウィーク」誌で、最高位3位を獲得している。アメリカでは、同映画からのシングル・ヒットは生まれていない。同サウンドトラック・アルバムは、「ビルボード」誌アルバム・チャートで、最高位103位を記録している。サッチモのこの曲は、初期のボンドものの曲としては、人気曲になれなかった。